# 프루티야르
프루티야르(스페인어: Frutillar)는 칠레 로스라고스 주 양키우에 현의 코무나이다.